# Crowd control

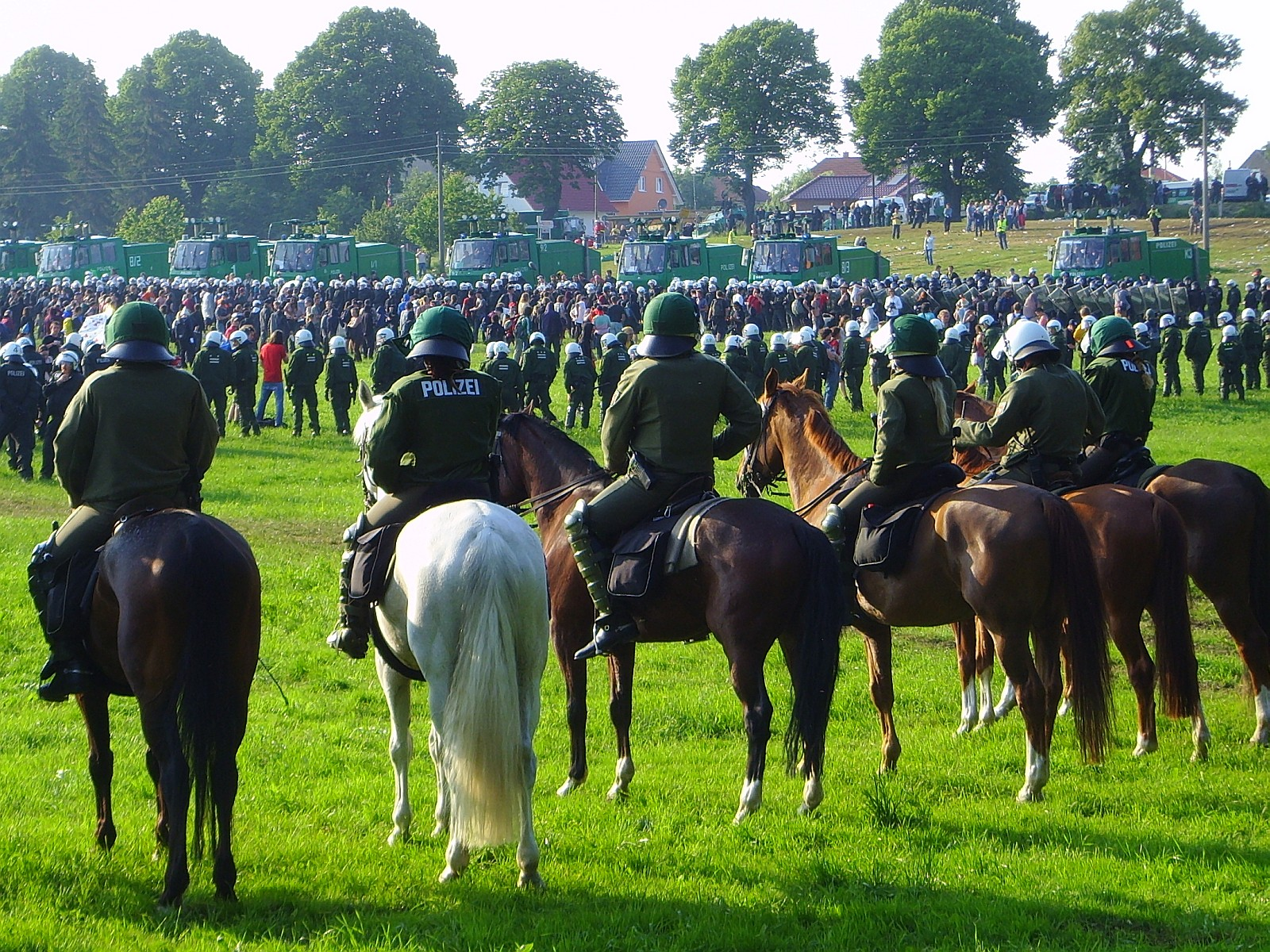
Crowd control

Crowd control (menigtecontrole) kan worden gezien als het beperken van ongewenst groepsgedrag. Voorbeelden hiervan kunnen worden gezien rondom voetbalwedstrijden of andere grote sportevenementen, of bij grote festivals en popconcerten, maar ook op drukke publieke plaatsen zoals spoorwegstations. De planning vooraf die zich richt op crowd control staat bekend onder de term crowd management.
Dergelijke samenstromingen van mensen vragen om een meer voorzichtige en zachtere aanpak dan rellen. Het controleren van grote stromen mensen kan gebeuren door het gebruik van dranghekken of Mojo Barriers, maar kan daarnaast ook inzet vergen van politieagenten of evenementenbeveiligers. 
Crowd control is een onderdeel van crowd management en kan worden ingezet om te reageren op voorspelde of niet-voorspelde gedragingen van groepen of mensenmassa's. Dit is erop gericht om het ongewenste gedrag te beheersen en te beperken en daardoor terug te keren naar een normale situatie. Bovendien is een belangrijk onderdeel van crowd control dus al gelegen in planning vooraf (crowd management). Een ander belangrijk element bij crowd control is het zorgen dat mensen zich rustig en comfortabel voelen.